# Самшитовые
Самши́товые (лат. Buxáceae) — небольшое семейство двудольных растений, в него входят 5 родов и около 120 видов.
Наибольшее распространение имеет род Самшит.

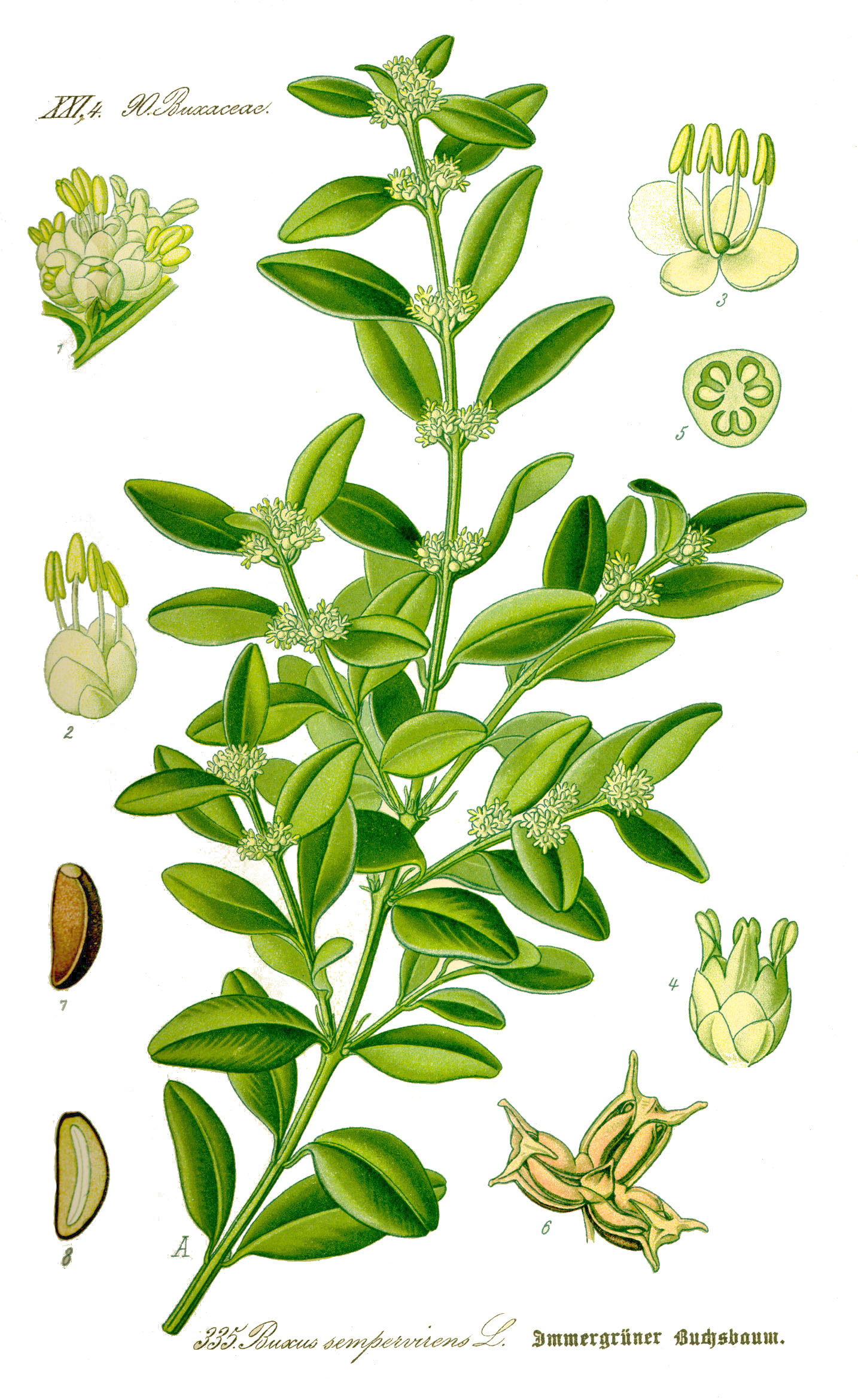
Самшит вечнозелёный. Ботаническая иллюстрация из книги О. В. Томе Flora von Deutschland, Österreich und der Schweiz, 1885.

## Распространение и экология
Ареал самшитовых очень широк, представители семейства встречаются в умеренных, субтропических и тропических областях Евразии, Африки и Америки, а также на островах Мадагаскар и Сокотра.

## Ботаническое описание
Большинство самшитовых — вечнозелёные кустарники и невысокие деревья, и только виды пахисандры представляют собой многолетние травы.
Листья простые, цельные или зубчатые. Листорасположение супротивное или очерёдное.
Цветки мелкие, безлепестные. Чашелистиков 4—5, у мужских цветков стилоцераса — отсутствуют.
Плод у самшита и пахисандры — коробочка, у саркококки и стилоцераса — костянка.

## Роды
- Buxus L. — Самшит, или Буксус — включает 104 вида.
  - [= Crantzia Sw., Tricera Schreb.]
- Notobuxus Oliv. — Нотобуксус
  - [= Macropodandra Gilg]
- Pachysandra Michx. — Пахисандра — 4 вида.
- Sarcococca Lindl. — Саркококка — 7 видов.
  - [= Lepidopelma Klotzsch]
- Styloceras Kunth ex A.Juss. — Стилоцерас — 3 вида.